# Battaglia di Örlygsstaðir
La battaglia di Örlygsstaðir fu combattuta il 21 agosto 1238 tra gli Sturlungar, guidati da Sighvatur Sturluson (fratello dello scrittore di saghe Snorri Sturluson) e suo figlio Sturla Sighvatsson, e gli Ásbirningar, guidati da Kolbeinn ungi Arnórsson e Gissur Þorvaldsson (capo degli Haukdælir, in seguito divenuto jarl d'Islanda). Vinsero questi ultimi. Fu la più grande battaglia dell'intera storia dell'Islanda: più di 50 uomini furono uccisi ed altri cinque, incluso Þórir jökull Steinfinnsson, furono decapitati dopo la battaglia; i nomi dei caduti sono ricordati nell'Íslendinga saga, che è inclusa come parte della Sturlunga saga.
La battaglia era parte della guerra civile che ebbe luogo in Islanda tra i vari clan nel periodo chiamato Sturlungaöld (che in islandese significa "Epoca degli Sturlungar").